# بي. إس. جونسون
بي. إس. جونسون (بالإنجليزية: B. S. Johnson)‏ هو صحفي وكاتب ومنتج تلفزيوني بريطاني، ولد في 5 فبراير 1933 في هامرسميث في المملكة المتحدة، وتوفي في 13 نوفمبر 1973 في لندن في المملكة المتحدة.

## وصلات خارجية
- بي. إس. جونسون على موقع IMDb (الإنجليزية)
- بي. إس. جونسون على موقع الموسوعة البريطانية (الإنجليزية)
- بي. إس. جونسون على موقع ديسكوغز (الإنجليزية)
- بي. إس. جونسون على موقع قاعدة بيانات الفيلم (الإنجليزية)